# Puebla de Almenara
Puebla de Almenara település Spanyolországban, Cuenca tartományban. Puebla de Almenara Almonacid del Marquesado, Almendros, Villamayor de Santiago, Hontanaya és Villarejo de Fuentes községekkel határos. Lakosainak száma 312 fő (2024).

## Népesség
A település népessége az utóbbi években az alábbiak szerint változott:
| Lakosok száma | 541  | 487  | 483  | 474  | 492  | 413  | 373  | 384  | 334  | 312  |
|               | 2001 | 2004 | 2006 | 2009 | 2011 | 2014 | 2016 | 2019 | 2021 | 2024 |